# Béla Varga
Béla Varga (Kiskunfélegyháza, 10 settembre 1888 – Budapest, 4 aprile 1969) è stato un lottatore ungherese, specializzato nella lotta greco-romana.

## Palmarès

### Olimpiadi
- Bronzo a Stoccolma 1912 nei pesi medio-massimi.